# Điểm dối lừa
Điểm dối lừa là một tiểu thuyết khoa học giả tưởng do nhà văn Mỹ Dan Brown viết. Nội dung chính của tác phẩm xoay quanh những mưu đồ chính trị liên quan đến cuộc tranh cử chức tổng thống Hoa Kỳ sau sự kiện một thiên thạch rơi xuống vùng Nam Cực.

## Giới thiệu nhân vật
- Rachel Sexton: 35 tuổi, nhân viên của NRO, cơ quan an ninh quốc gia Hoa Kỳ, con gái của Sedgewick Sexton, thượng nghị sĩ đang tranh cử chức tổng thống Hoa Kỳ.
- Sedgewick Sexton: thượng nghị sĩ đang tranh cử chức tổng thống Hoa Kỳ, cha của Rachel Sexton.
- William Pikering: tổng giám đốc NRO.
- Zachary Herney: đương kim tổng thống Hoa Kỳ.
- Lawrence Ekstrom: tổng giám đốc NASA.
- Marjorie Tench: cố vấn cấp cao của tổng thống Hoa Kỳ.
- Gabrielle Ashe: trợ lý riêng của thượng nghị sĩ Sexton.
- Michael Tolland: nhà hải dương học, chủ tạp chí khoa học "Đại dương kì thú".
- Corky Marlinson: nhà thiên thạch học được tổng thống mời đến để xác minh lại phát kiến của NASA.
- Norah Mangor: nhà băng hà học tại trường đại học New Hampshire.
- Wailee Ming: giám đốc viện cổ sinh học ở UCLA
- Delta-Một, Delta-Hai, Delta-Ba: ba thành viên của đội Delta.
- Chris Harper: giám đốc dự án PODS, máy chụp cắt lớp độ đậm đặc địa cực trên quỹ đạo.

## Tóm tắt truyện
Nhân vật chính của truyện là Rachel Sexton, một phụ nữ 34 tuổi, con gái thượng nghị sĩ Sedgewick Sexton, người đang tranh cử chức vụ Tổng thống của Hợp chủng quốc Hoa Kỳ với tổng thống đương nhiệm, Zachary Herney. Rachel Sexton làm việc cho NRO, cơ quan an ninh quốc gia Hoa Kỳ dưới quyền giám đốc William Pickering.
Khi vệ tinh của NASA phát hiện một vật thể lạ bị chôn vùi trong lòng đại dương Bắc Cực đã cho thăm dò và phát hiện nên một sự kiện chấn động cả thế giới và ảnh hưởng trực tiếp đến NASA cùng cuộc bầu cử tổng thống đang đến gần. Tổng thống Herney đã cử Rachel với tư cách là chuyên gia phân tích tin tình báo đến để xác minh sự thật phát kiến đó. Tại đây Rachel gặp nhiều nhà khoa học tên tuổi như Corky Marlinson, Waile Ming, Norah Mangor và đặc biệt là nhà hải dương học Michael Tolland. Sự kiện chấn động của NASA là việc họ đã phát hiện ra một tảng thiên thạch có chứa hóa thạch một loài bọ khổng lồ bên trong, bằng chứng về sự sống tồn tại ngoài trái đất. Nhiều bằng chứng chứng tỏ vật mà NASA tìm được là hóa thạch sinh vật ngoài trái đất dựa trên các Chondrule, lớp vỏ nóng chảy, thành phần hóa học và con bọ không giống với bất kì loài động vật nào từng tồn tại trên Trái Đất.
Tuy nhiên, phát kiến của NASA bắt đầu xuất hiện những nghi ngờ. Một giờ trước khi tổng thống công bố phát kiến của NASA đến toàn thế giới, các nhà khoa học phát hiện ra rằng tảng thiên thạch đã được bí mật đưa từ dưới biển vào lớp băng chứ không phải vốn nằm yên trong lòng tảng băng từ lâu như những suy đoán ban đầu của họ. Tuy nhiên ngay sau khi họ phát hiện ra điều này, họ bị Lực lượng Delta - lực lượng đặc biệt của quân đội Hoa Kỳ đuổi giết. Tiến sĩ Waile Ming và Norah Mangor bị giết chết còn Tolland, Rachel và Corky may mắn thoát chết và được tàu ngầm USS Charlotte của Hoa Kỳ đang hoạt động gần đó cứu sống.
Ngay sau khi được cứu sống, Rachel đã cố gắng liên hệ với tổng thống để ngưng buổi họp báo nhưng đã bị Marjorie Tench, cố vấn cấp cao của tổng thống ngăn chặn. Thất bại, Rachel liên hệ với sếp của mình, William Pickering. Pickering khuyên Rachel và hai nhà khoa học kia rời bỏ tàu ngầm và cử một chiếc máy bay trực thăng đến đưa họ đi Washington. Trên đường đi, Rachel và hai người bạn của mình một lần nữa phát hiện ra thêm những điểm khả nghi của tảng thiên thạch như lớp vỏ bị nóng chảy với nhiệt độ không tưởng thực ra có thể thực hiện nhân tạo bằng một loại động cơ mới của NASA. Rachel ngay lập tức liên hệ với Pickering đề nghị không về Washington nữa mà sẽ đến GAS-AC (Sân bay cứu hộ bờ biển Đại Tây Dương) rồi từ đó sẽ đáp máy bay đến tàu Goya, nơi làm việc của Michael Tolland nhưng cô không tiết lộ địa điểm này đến Pickering.
Trong khi đó, thượng nghị sĩ Sedgewick Sexton choáng váng sau buổi họp báo của tổng thống nhưng một đối tác làm ăn của ông đã vạch ra cho ông thấy điểm bất hợp lý trong buổi họp báo. Sedgewick Sexton lệnh cho thư ký của mình là Gabrielle đến văn phòng NASA điều tra tiến sĩ Harper về dự án PODS, máy chụp cắt lớp độ đặm đặc địa cực trên quỹ đạo, mà theo NASA nhờ dự án này mà họ đã tìm ra tảng thiên thạch, trong khi dự án này đã tuyên bố thất bại vài tháng trước nên Sedgewick Sexton cho rằng Harper nói dối trong việc PODS đã tìm ra tảng thiên thạch. Tại đây, Gabrielle đã dụ Harper nói ra sự thật nhưng sau đó cô cũng nhận ra những phi vụ kinh doanh mờ ám của ngài thượng nghị sĩ nên bí mật đến điều tra văn phòng ông.
Trong khi đó, Marjorie Tench trên đường đến Tượng đài FDR (Franklin Delano Roosevelt) gặp William Pickering đã bị đội Delta ám sát. Cùng lúc đó, tại tàu Goya, mọi bí mật về tảng thiên thạch đã được vạch trần. Các Chonrdule và thành phần hoá học của tảng đá thực ra là do tảng đá được lấy từ khe vực Mariana và con bọ hóa thạch trên tảng đá là một loài đang sống trên Trái Đất. Tuy nhiên ngay lập tức họ lại bị đội Delta sau khi ám sát Marjorie Tench chuyển sang tiếp tục truy sát họ.
Cả Rachel, Tolland và Corky lại tiếp tục lao vào 1 cuộc chiến sinh tồn lần hai. Rachel trong lúc nguy cấp đã gửi fax về cho bố toàn bộ bí mật về tảng thiên thạch. Nhờ mưu trí, họ đã bắt được Delta-Hai và Delta-Ba, hai thành viên của đội Delta còn Corky chạy thoát thành công về đất liền cầu cứu. Cuối cùng, kẻ đứng đằng sau điều khiển đội Delta thực hiện những vụ giết người đã lộ mặt, đó là William Pickering vì muốn trả thù cho con gái và cứu NASA. Lại một lần nữa nhờ mưu trí và may mắn, Rachel, Tolland lại chiến thắng nhưng một xoáy nước hình thành giữa lòng đại dương lại một lần nữa đe doạ tính mạng họ. Khi mọi chuyện tưởng chừng đã kết thúc thì Corky đã kịp nhờ người đến cứu họ còn Pickering bỏ mạng trong vòng xoáy nước.
Tại văn phòng thượng nghị sĩ Sexton, Gabrielle trong khi điều tra máy tính thượng nghị sĩ cô đã nhận ra bộ mặt thật của ông. Không lâu sau đó thượng nghị sĩ cũng có mặt và nhận được bản fax của Rachel gửi về và thư thoại của Pickering đề nghị thượng nghị sĩ không công bố bản fax của Rachel để bảo toàn tính mạng con gái mình, nhưng ông đã phớt lờ lời can ngăn của Gabrielle và tính mạng cô con gái để tổ chức một buổi họp báo công bố bí mật về tảng thiên thạch. Trong buổi họp báo đó, Rachel đã có mặt để ngăn cha mình lại vì cô biết tổng thống và NASA không can dự đến âm mưu của Pickering. Tuy vậy đến cuối cùng cô thư ký Gabrielle đã đánh tráo các tài liệu về tảng thiên thạch bằng những tấm ảnh cảnh ái ân giữa cô và thượng nghị sĩ. Sự kiện này cũng đặt đấu chấm hết cho tham vọng trở thành tổng thống của thượng nghị sĩ Sedgewick Sexton mặc dù sau đó tổng thống Zachary Herney cũng phải công bố cho thế giới biết sai lầm của NASA.